# Most Wanted (radioprogramma)
Most Wanted was een Nederlands radioprogramma op de jongerenzender SLAM!FM. 
De radioshow begon op 14 augustus 2006 met uitzenden. Robin Leféber presenteerde hierin elke werkdag een lijst (de Most Wanted Top 5), die was samengesteld door de luisteraars van het jongerenstation. Elke dag werd bijgehouden hoe vaak een plaat de afgelopen 24 uur is aangevraagd en de platen die het meest zijn aangevraagd kregen een plek in de Most Wanted Top 5.
Het programma was iedere Maandag t/m Donderdag te beluisteren in de namiddag van 16.00 tot 19.00 uur.

## Diskdockey's
- 14 augustus 2006 t/m 1 november 2013: Menno de Boer
- 4 november 2013 t/m 29 november 2013: Michael Blijleven
- 2 december 2014 t/m 30 mei 2014: Martijn la Grouw
- 2 juni 2014 t/m 13 oktober 2015: Robin Leféber